# Штёльпхензе
Штёльпхензе (нем. Stölpchensee, от берлинского топонима Штольпе) — проточное озеро на юге берлинского округа Штеглиц-Целендорф в районе Ванзе. Входит в состав Грибниц-канала, водного пути федерального значения. Соединяется 300-метровым каналом с озером Полезе на востоке и 600-метровым каналом — с озером Грибницзе на юге.
На северном берегу озера Штёльпхензе находится историческая местность Штольпе, где до Второй мировой войны размещался знаменитый отель с купальней. В настоящее время на берегу Штёльпхензе работают два ресторана и пункт проката лодок.